# Кодрянська селищна рада
Ко́дрянська се́лищна ра́да — адміністративно-територіальна одиниця та орган місцевого самоврядування в Макарівському районі Київської області. Адміністративний центр — селище міського типу Кодра.

## Загальні відомості
- Територія ради: 0,48 км²
- Населення ради: 1433 особи (станом на 2015 рік)[1]
- Територією ради протікають річки Кодрянка, Тростянка

## Населені пункти
Селищній раді підпорядковані населені пункти:
- смт Кодра

### Колишні населені пункти
- станція Буян
- селище Кодра-Торф № 1
- селище Кодра-Торф № 2

## Склад ради
Рада складається з 16 депутатів та голови.
- Голова ради: Гапоненко Тетяна Володимирівна

### Керівний склад попередніх скликань
| Прізвище, ім'я, по батькові        | Основні відомості                                                                      | Дата обрання | Дата звільнення |
| ---------------------------------- | -------------------------------------------------------------------------------------- | ------------ | --------------- |
| Заглинський Анатолій Олександрович | Селищний голова, 1961 року народження, безпартійний                                    | 26.03.2006   | 02.02.2009      |
| Гапоненко Тетяна Володимирівна     | Селищний голова, 1976 року народження, освіта середня спеціальна, позапартійна         | 21.06.2009   | 31.10.2010      |
| Гапоненко Тетяна Володимирівна     | Селищний голова, 1976 року народження, освіта середня спеціальна, член Партії регіонів | 31.10.2010   |                 |

Примітка: таблиця складена за даними сайту Верховної Ради України

### Депутати
За результатами місцевих виборів 2010 року депутатами ради стали:

#### За суб'єктами висування
| Суб'єкт висування | Кількість обраних депутатів | %    |
| ----------------- | --------------------------- | ---- |
| Самовисування     | 15                          | 93,8 |
| Єдиний Центр      | 1                           | 6,3  |

#### За округами
| № округу      | Прізвище, ім'я, по батькові      | Дата визнання обраним | Освіта             | Партійна приналежність | Відомості про обраного депутата                                                                  |
| ------------- | -------------------------------- | --------------------- | ------------------ | ---------------------- | ------------------------------------------------------------------------------------------------ |
| Єдиний Центр  |                                  |                       |                    |                        |                                                                                                  |
| 14            | Кравченко Сергій Васильович      | 31.10.2010            | вища               | позапартійний          | Кодрянська НВО, вчитель                                                                          |
| Самовисування |                                  |                       |                    |                        |                                                                                                  |
| 1             | Хмільовський Андрій Васильович   | 31.10.2010            | середня            | позапартійний          | приватний підприємець                                                                            |
| 2             | Башинська Наталя Віталіївна      | 31.10.2010            | вища               | позапартійна           | тимчасово не працює                                                                              |
| 3             | Мокійчук Олексій Валерійович     | 31.10.2010            | вища               | позапартійний          | тимчасово не працює                                                                              |
| 4             | Мокійчук Ігор Олегович           | 31.10.2010            | вища               | позапартійний          | Кодрянська НВО, вчитель                                                                          |
| 5             | Мицко Людмила Павлівна           | 31.10.2010            | середня            | член Народної партії   | приватний підприємець                                                                            |
| 6             | Іваненкова Любов Олександрівна   | 31.10.2010            | середня спеціальна | член Партії регіонів   | Кодрянська селищна рада, секретар                                                                |
| 7             | Бернацька Вікторія Олександрівна | 31.10.2010            | вища               | позапартійна           | Кодрянська НВО, вчитель                                                                          |
| 8             | Пирожок Юлія Валентинівна        | 31.10.2010            | середня            | член Партії регіонів   | Кодрянська МА ЗПСМ, медсестра                                                                    |
| 9             | Кучеренко Наталія Іванівна       | 31.10.2010            | середня спеціальна | член Партії регіонів   | Кодрянська МА ЗПСМ, сімейна медсестра                                                            |
| 10            | Євсєєнко Іван Ігоревич           | 31.10.2010            | вища               | позапартійний          | Макарівський РВ ГУ МВС, інженер штабу                                                            |
| 11            | Сичевський Микола Вячеславович   | 31.10.2010            | середня спеціальна | позапартійний          | тимчасово не працює                                                                              |
| 12            | Аугліс Роман Олександрович       | 31.10.2010            | середня спеціальна | позапартійний          | приватний підприємець                                                                            |
| 13            | Вербило Кароліна Віталіївна      | 31.10.2010            | середня спеціальна | позапартійна           | Макарівська РДА, гол.спец.у спавапх захисту населення постраж.від насл. Чорнобильської катастофи |
| 15            | Урінг Світлана Володимирівна     | 14.11.2010            | середня            | позапартійна           | тимчасово не працює                                                                              |
| 16            | Мельник Микола Анатолійович      | 31.10.2010            | вища               | позапартійний          | ТОВ Корпорація -Т", менеджер                                                                     |